# Good as Hell
Good as Hell è un singolo della cantante statunitense Lizzo, pubblicato l'8 marzo 2016 come primo estratto dal secondo EP Coconut Oil e incluso nella versione deluxe del terzo album in studio Cuz I Love You.

## Pubblicazione
Good as Hell è stata originariamente registrata per la colonna sonora del film La bottega del barbiere 3 del 2016. Ha debuttato per la prima volta durante il programma radiofonico Beats 1 di Zane Lowe.

## Video musicale
Il video è stato pubblicato l'11 maggio 2016. A dicembre 2019 ne è stato pubblicato un secondo, diretto da Alan Ferguson.

## Accoglienza
Hanif Abdurraqib per la National Public Radio ha lodato le qualità ispiratrici e motivazionali della canzone. Nel 2019 Billboard ha incluso Good as Hell nella loro lista delle dieci migliori canzoni di Lizzo, elogiandone il messaggio di autostima e la melodia.

## In altri media
Good as Hell è stata inclusa nei film La bottega del barbiere 3, Bad Moms 2 - Mamme molto più cattive, Come ti divento bella! e Giù le mani dalle nostre figlie. È stata usata in un episodio della decima stagione del reality show statunitense RuPaul's Drag Race, durante il quale Lizzo è stata giudice per l'episodio.

## Successo commerciale
Nella settimana del 9 novembre 2019, in seguito alla pubblicazione del remix con Ariana Grande, Good as Hell è diventata la seconda top ten di Lizzo nella Billboard Hot 100 statunitense, salendo alla 6ª posizione. Nei sette giorni le due versioni del singolo hanno accumulato 17,3 milioni di riproduzioni in streaming e 29 000 vendite digitali, segnando un aumento del 110% di vendite e risultando la seconda canzone più scaricata della settimana. Ha successivamente raggiunto la prima posizione nella classifica radiofonica, diventando la sua seconda numero uno consecutiva.
In Italia il brano è stato il 97º più trasmesso dalle radio nel 2020.

### Controversie
In seguito all'entrata della canzone nella top ten americana, molti sostenitori di Ariana Grande hanno attaccato duramente Lizzo sui social media, accusandola di non aver accreditato la Grande nelle classifiche e di averla quindi «sfruttata». In realtà, Billboard aveva già specificato che le due versioni erano state combinate nel processo di conteggio ma che il remix aveva venduto meno della versione originale, non permettendo alcun mutamento nei crediti della canzone nelle classifiche. La Grande stessa ha riportato queste informazioni e ha preso le difese di Lizzo, che ha comunque ringraziato gli ascoltatori del remix.

## Remix
Il 25 ottobre 2019 è stato pubblicato un remix con la partecipazione della cantante statunitense Ariana Grande.

## Classifiche

### Classifiche settimanali
| Classifica (2019-20) | Posizione massima |
| -------------------- | ----------------- |
| Australia            | 6                 |
| Austria              | 62                |
| Belgio (Fiandre)     | 7                 |
| Belgio (Vallonia)    | 10                |
| Canada               | 10                |
| Danimarca            | 36                |
| Francia              | 62                |
| Germania             | 83                |
| Grecia               | 26                |
| Irlanda              | 18                |
| Islanda              | 23                |
| Lettonia             | 31                |
| Libano               | 10                |
| Lituania             | 26                |
| Norvegia             | 18                |
| Nuova Zelanda        | 10                |
| Paesi Bassi          | 50                |
| Portogallo           | 94                |
| Regno Unito          | 7                 |
| Repubblica Ceca      | 25                |
| Romania              | 96                |
| Slovacchia           | 23                |
| Slovenia             | 24                |
| Stati Uniti          | 3                 |
| Svezia               | 29                |
| Svizzera             | 39                |
| Ungheria             | 32                |

### Classifiche di fine anno
| Classifica (2019) | Posizione |
| ----------------- | --------- |
| Australia         | 48        |
| Belgio (Fiandre)  | 99        |
| Irlanda           | 46        |
| Regno Unito       | 68        |
| Classifica (2020) | Posizione |
| Australia         | 48        |
| Belgio (Fiandre)  | 58        |
| Belgio (Vallonia) | 88        |
| Canada            | 33        |
| Regno Unito       | 70        |
| Stati Uniti       | 31        |